# Josué Signori
Giosuè Signori (Comenduno, 18 de dezembro de 1859 - Gênova, 25 de novembro de 1923) foi um arcebispo católico italiano.

## Biografia
Foi ordenado sacerdote pela diocese de Bergamo em 25 de março de 1883, formou-se em teologia sagrada e em utroque iure em Roma na Universidade de Apollinare. Retornando à sua diocese, foi nomeado vice-chanceler da cúria diocesana e posteriormente vigário geral. Foi também examinador prosinodal, administrador do seminário e juiz do tribunal diocesano.
Em 26 de abril de 1910, foi nomeado bispo de Fossano pelo Papa Pio X e consagrado bispo em 16 de maio de 1910.
De lá, em 23 de dezembro de 1918, foi transferido pelo Papa Bento XV para a sede de Alexandria, onde se envolveu particularmente na reorganização da Ação Católica.
Em 21 de novembro de 1921 foi promovido a arcebispo de Gênova.
Ele morreu em Gênova em 25 de novembro de 1923 com a idade de 63 anos.
Em Génova, a piedosa obra "Giosuè Signori" gere algumas casas nas quais oferece calor humano, alimentação e alojamento a algumas dezenas de deficientes mentais.